# 샬롬! 12시
샬롬! 12시는 부산CBS 음악FM에서 매일 낮 12시부터 오후 2시까지 방송했던 찬양 음악 전문 라디오 프로그램이다.

## 역사
2011년 2월 21일 부산CBS 음악FM 개국과 함께 《샬롬! 12시에 만납시다》로 방송을 시작해, 2014년 5월 19일부터 "샬롬! 12시"로 제목을 변경하여 방송했으나, 2015년 3월 1일 방송을 마지막으로 4년만에 폐지되었다.

## 역대 DJ

### 샬롬! 12시에 만납시다
- 2011년 2월 21일 ~ 2014년 5월 18일 : 정희경 아나운서

### 샬롬! 12시
- 2014년 5월 19일 ~ 2015년 3월 1일 : 김정현 아나운서

| 부산CBS 음악FM      |                         |                     |
| 이전                | 샬롬! 12시 김정현입니다 | 다음                |
| 신지혜의 영화음악   | 샬롬! 12시 김정현입니다 | 한동준의 FM POPS    |
| 오전 11시 ~ 낮 12시 | 낮 12시 ~ 오후 2시      | 오후 2시 ~ 오후 4시 |
|                     |                         |                     |